# Regus
Regus è una multinazionale che opera a livello globale offrendo spazi di lavoro flessibili. Dal 26 marzo 2015 Regus ha un network di più di 3000 Business Center in 120 paesi. Fondata a Bruxelles, in Belgio, nel 1989, Regus ha sede a Lussemburgo e conta circa 8.700 dipendenti. Quotata nella Borsa Valori di Londra ed è parte del FTSE 250 Index.

## Regus in Italia
Presente in Italia dal 1996, i Business Center Regus hanno sede in 12 delle principali città italiane: Milano, Bergamo, Brescia, Bologna, Firenze, Genova, Torino, Trieste, Padova, Roma, Napoli, Verona e Reggio Calabria. La sede principale si trova a Milano e vanta 40 centri nei punti nevralgici della città, esempio: Milano Carrobbio, Milano Duomo, Milano Velasca, Milano Centrale, Milano Montenapoleone, Milano Brera, Milano North Park Expo, Milano Maciachini, Milano Linate, MilanoFiori, Milano Galleria Vittorio Emanuele II e Milano Fiera. Mentre nella Capitale Regus gestisce attualmente 13 centri di cui tre sotto il brand Spaces e uno Signature by Regus.

## Regus in Svizzera
Regus in Svizzera è presente in 12 città (Basilea, Berna, Carouge, Ginevra, Losanna, Lucerna, Lugano, Nyon, Pfäffikon, Winterthur, Zugo, Zurigo) con 52 centri, il primo centro è stato aperto a Ginevra nel 1993.

## La storia
L'azienda viene fondata nel 1989 quando l'imprenditore Mark Dixon, durante una breve sosta a Bruxelles, notò quanti professionisti fossero costretti a riunirsi negli hotel e nei bar, in mancanza di uffici temporanei: eppure, pensò, doveva esistere un modo migliore di lavorare quando si era fuori casa o in viaggio. Dixon ebbe quindi un'idea: rivoluzionare il concetto di “ambiente lavorativo”, convincendo sia le aziende sia i liberi professionisti ad affidare la ricerca di un working space ad un fornitore specializzato.
Nel 1994 la società entra nel mercato latinoamericano con un business center a San Paolo e nel 1999 entra nel mercato asiatico con il suo primo business center a Pechino.
La svolta si verifica nel 2000 quando Regus si trasforma in una società quotata, con una IPO nella Borsa di Londra.
Nel 1998 la società prosegue l'espansione negli USA e, nel 2001, Regus acquista Stratis Business center, rete statunitense di centri commerciali in franchising. Più tardi, sempre in quell'anno, il business center Regus al 93º piano della Torre sud del World Trade Center viene distrutto durante gli attacchi terroristici dell'11 settembre; tra le vittime anche 5 dipendenti della Società belga.
Nel 2002, la società vende la quota di controllo del 58% della sua attività nel Regno Unito alla Rex Limited, una società creata dalla società di private equity Alchemy Partners. L'accordo apporta £ 51.000.000 alla Società, che in quel momento storico era in gravi difficoltà finanziarie.
Nel 2003, Regus presenta istanza di fallimento per le attività riguardanti gli Stati Uniti, ma meno di un anno dopo, la Società mette in moto una grande trasformazione e, grazie alle quote redditizie del Regno Unito, può dare nuovamente vita al proprio business negli Stati Uniti.
Nel 2004 Regus acquista HQ Global Workplaces, un fornitore di business center con sede negli USA. L'antica sede di HQ a Addison, Texas divenne una delle sedi di Regus.
Nel 2006 la Società riacquista il circuito di business Regus del Regno Unito per £ 88.000.000, mettendo fine al periodo di crisi dovuto al collasso finanziario del 2002. Nello stesso anno la società acquista inoltre Laptop Lane, una catena di 13 centri commerciali con sede negli aeroporti degli Stati Uniti.
Nel 2006, l'azienda sigla accordi di partnership con le compagnie aeree Air France-KLM e American Airlines: Regus ottiene in questo modo un accesso privilegiato nella comunicazione con coloro che viaggiano principalmente per affari. L'anno seguente inizia la nuova collaborazione con American Express e l'accesso privilegiato per tutti i membri Affari Platinum.
Nel 2007, Regus estende la sua posizione a livello mondiale aprendo centri in Bulgaria, Giordania, Kenya e Qatar.
Nel 2008 Regus crea Businessworld, un programma che consente agli utenti di utilizzare spazi di lavoro e servizi Regus in tutto il mondo con solo l'utilizzo di una carta.
Il 14 ottobre 2008 il Regus Group plc viene rinominato Regus plc. La Regus plc è stata costituita come holding dal Regus Group plc, così da poter istituire la sede della società in Lussemburgo e l'amministrazione sull'Isola di Jersey. Entrambi infatti costituiscono centri finanziari offshore favorevoli alla società. L'azienda ha avuto sede a Chertsey (Surrey, Inghilterra) e Addison (Texas, Stati Uniti d'America).
Il 5 luglio 2012 il primo ministro britannico David Cameron annuncia che Regus fornirà a circa 30.000 giovani imprenditori in tutta l'Inghilterra l'accesso alla sua rete globale di business lounge e di supporto amministrativo. Un'offerta di valore pari a £ 20.000.000, questo supporto da parte di Regus darà una spinta concreta ai giovani imprenditori che stanno iniziando un business. I servizi rientrano nel programma di prestiti governativo gestito da James Caan di Dragon's Den.
Il 19 febbraio 2013 Regus acquisisce il controllo di MWB BE, il secondo più grande fornitore di servizi di uffici del Regno Unito, con un'offerta in contanti di £65.6m dopo una dura contesa con il miliardario di Hong Kong Anson Chan. A seguito di un'iniziale prima offerta senza successo nel mese di giugno 2011, Regus riesce così ad aggiudicarsi l'acquisto.
Nel 2013 Regus raggiunge un nuovo traguardo “conquistando” il suo 100º Paese, il Nepal, e il suo centro numero 1500 a Pune, in India. Regus adesso fornisce spazi ufficio ad oltre 1,5 milioni di clienti.
Nel 2014 Regus ha aperto il suo 2.300° business center a Boulder, Colorado e ha aperto centri in 50 nuove città durante il primo quadrimestre. Ha inoltre firmato accordi con gli aeroporti di Heathrow e Gatwick, così come con il governo di Singapore.
Nel 2019 Regus conta oltre 3.000 sedi in 120 paesi differenti.

## Operazioni e servizi
Regus e i suoi marchi (HQ e Regus Express) offrono spazi ufficio, coworking, uffici a giornata, uffici virtuali, sale riunioni, sale formazione, sale consiglio, sale videoconferenza. La società opera in 106 paesi con più di 2.300 business center e rappresenta così il più grande fornitore al mondo di spazi ufficio flessibili. Regus è anche sponsor di Fair Spend, e Mars One, un progetto privato olandese per il volo nello spazio.

## Quartier generale
Regus ha sede in Lussemburgo: 26, Boulevard Royal, L-2449.